# Astra Calvé
Pour les articles homonymes, voir Astra et Calvé.
 (juin 2024).

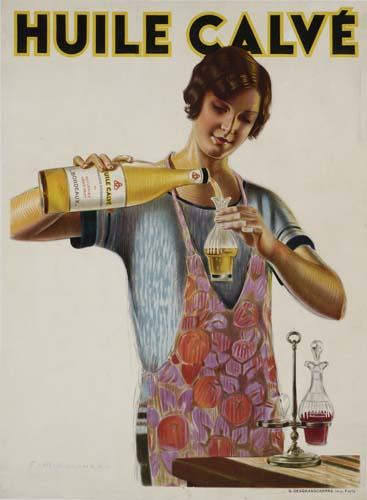
Huile Calvé

Astra Calvé était une entreprise spécialisée dans la fabrication d'huiles et de margarines appartenant à Unilever, disparue en 2001.

## Historique
1897 : Fusion des entreprises française Calvé (fondée par Emmanuel et Georges Calvé) et hollandaise Hollandsche Oliefabriek, sous le nom de Nederlandsche naamlooze vennootschap Fransch-Hollandsche Oliefabrieken: Nouveaux Établissements Calvé-Delft, plus connue sous le nom de Calvé-Delft.
L'huilerie était présente à Bordeaux à la veille de la Première Guerre mondiale, trois usines importantes assuraient l'essentiel de la production bordelaise - soit 200 000 kilos par jour - : la Grande Huilerie Bordelaise, l'Huilerie Franco-coloniale et Calvé-Delft.
1912 : Création de la margarine Astra par les Établissements J. Motte & Cie, situés à Yvetot (Seine Inférieure), puis Asnières au début des années 30.
1928 : Margarine Unie prend le contrôle de Calvé-Delft. 
En 1930, Margarine Unie et le britannique Lever fusionnent pour donner naissance à Unilever. La même année, Astra intègre le groupe. 
Calvé-Delft et Astra sont fusionnées en 1960 avec Astra pour devenir Astra Calvé, filiale française d'Unilever dans les corps gras.
En 1969 a lieu le lancement de l'huile de tournesol sous la marque Fruit d'Or.
En 1974, l'entreprise se diversifie dans l'huile d'olive avec l'acquisition de Puget.
En 1990, Astra Calvé rachète Boursin, en 1991 Bénédicta à Sara Lee, puis Végétaline à Lesieur en 1998.
En 1999, Unilever prend le contrôle d'Amora Maille ; la commission européenne l'oblige alors, pour des raisons de respect de la concurrence, à céder Bénédicta. En décembre 2000, Bénédicta est rachetée selon le mécanisme du LBO par Barclays Private Equity, filiale de capital-investissement de la banque Barclays (renommée Equistone Partners Europe en 2011).
La même année, Astra Calvé est regroupée avec Fralib, autre filiale alimentaire d'Unilever produisant le thé Lipton, les infusions Éléphant et la soupe Royco. En 2001, Astra Fralib est fusionnée avec Amora Maille et Bestfoods, récemment rachetée, pour devenir Unilever Bestfoods.
En 2015, condamnation d'Astra Calvé à la suite des décès de salariés dus à l'utilisation de l'amiante sur le site d'Asnières[réf. nécessaire].